# Boa Viagem Esporte Clube
O Boa Viagem Esporte Clube (acrónimo: BVEC) foi um clube de futebol brasileiro sediado na cidade de Boa Viagem, no estado do Ceará.
Encerrou suas atividades esportivas em 21 de março de 2013 quando desistiu de participar do Campeonato Cearense de Futebol pela 2ª divisão e voltou pro futebol municipal.

## História
A história do Boa Viagem EC tem início na década de 1980. Naquela época a seleção do município foi inscrita em uma competição Intermunicipal realizada pela Associação Profissional dos Cronistas Desportistas do Estado do Ceará.
Em 1983 o clube, que ainda não era profissional, chegou à final da competição, todavia não conseguiu conquistá-la, foi derrotado na final pela equipe de Itapipoca pelo placar de 1 a 0. Quatorze anos depois, em 1997, o sonhado título tornou-se realidade, o Boa Viagem venceu a equipe de Maranguape na final da competição e tornou a repetir a façanha em 1998, quando conseguiu derrotar na final o selecionado de Aracati.
Com a conquista do Torneio Intermunicipal o Boa Viagem Esporte Clube garantiu o direito de disputar a Segunda Divisão do Campeonato Cearense de 2000. Diante disso, a sociedade do Município de Boa Viagem se organizou em torno do clube e, com apoio da prefeitura municipal, foi fundado o Boa Viagem Esporte Clube.
Em 2000, disputando pela primeira vez uma competição profissional, o Boa Viagem consegue o acesso a 1ª Divisão do Campeonato Cearense de Futebol. Nesta oportunidade, sua estreia foi contra a equipe do Limoeiro, no dia 19 de março de 2000, naquele dia, diante de sua torcida, o Boa Viagem derrotou a equipe rival pelo placar de 3 a 0.
Em 2010, entretanto a equipe foi rebaixada para a Segundona Cearense ao ser goleado pelo Fortaleza por 4 a 0.
Encerrou suas atividades esportivas em 21 de março de 2013 quando desistiu de participar do Campeonato Cearense de Futebol pela 2ª divisão.
Na ocasião o Clube foi punido e de lá para cá não houve mais participações em competições estaduais, na época o clube alegava que os vereadores do município negaram ajuda econômica ao Boa Viagem Esporte Clube (ao não aprovarem na Câmara a liberação de recursos para a equipe), o que teria impedido a Prefeitura de ajudar a equipe.

## Símbolos

### Mascote

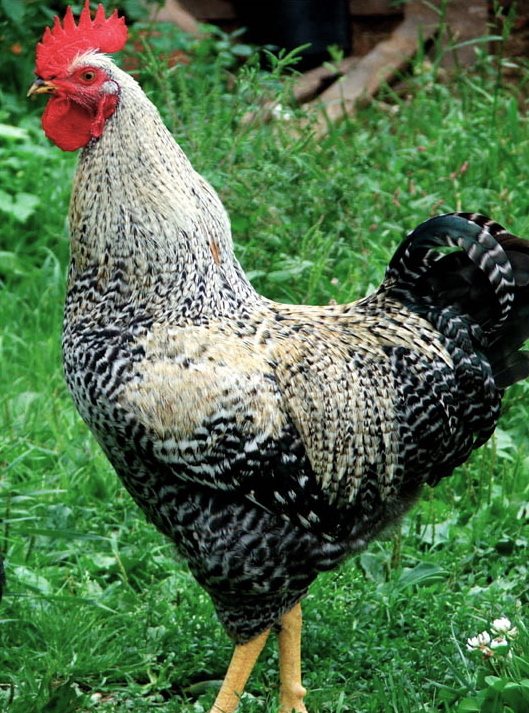
Galo do Sertão, mascote
do Boa Viagem.

O Mascote do Boa Viagem Esporte Clube é o Galo, chamado carinhosamente pela torcida de "Galo do Sertão".

### Uniformes
As cores do uniforme do Boa Viagem é o azul e o branco Seu 1º uniforme é feito por camisa listrada horizontal em azul e branco, calção e meiões azuis.
O 2º uniforme é todo branco.

## Estádio
O Boa Viagem manda seus jogos no Estádio Serjão, com capacidade para cerca de 4.000 torcedores.

## Títulos

### Intermunicipais - Amador
Vice-Campeão em 1983
Campeão em 1997 - 1° título
Campeão em 1998 - 2° título (Bicampeão)
 Conquistas Estaduais - Profissional
- Vice-Campeão Cearense da 2ª Divisão em 2000.
- Vice-Campeão Cearense da 2ª Divisão em 2007.

## Artilheiros em Competições
2° Divisão Campeonato Cearense
2007 - Wescley - 18 Gols
2012 - Paulinho - 15 Gols
1° Divisão Campeonato Cearense
2008 - Esquerdinha - 14 Gols

## Desempenho em Competições

### Campeonato Cearense - 1ª divisão
| Ano  | Posição                        |
| 2001 | 8°                             |
| 2002 | 4º                             |
| 2003 | 8º                             |
| 2004 | 9º (Vice-Lanterna e Rebaixado) |
| 2008 | 6º                             |
| 2009 | 6º                             |
| 2010 | 12º (Lanterna e Rebaixado)     |

### Campeonato Cearense - 2ª divisão
| Ano  | Posição                       |
| 2000 | 2° (Vice-Campeão e Promovido) |
| 2005 | 6º                            |
| 2006 | 8º                            |
| 2007 | 2°(Vice-Campeão e Promovido)  |
| 2011 | 5º                            |
| 2012 | 4°                            |
| 2013 | 11º (Desistencia e Rebaixado) |

### Copa Fares Lopes
| Ano  | Posição             |
| 2010 | 11º (Vice-Lanterna) |